# Operetă
Opereta este o compoziție muzical-dramatică de proporții mari, similară operei, și derivată din aceasta, scrisă pe textul unui libret dramatic cu conținut agreabil, cel mai adesea umoristic, cu situații artificiale și adesea neverosimile, în care cupletele cântate de soliști și cor alternează cu dialoguri vorbite și cu dansul, totul însoțit de muzică interpretată de o orchestră.
Spre deosebire de operă, în care dialogurile vorbite sunt aproape inexistente, în operetă, datorită specificului acesteia (situații artificiale și adesea neverosimile), dialogul explicit ocupă un loc destul de important în echilibrul plotului. 
Denumirea vine din italiană operetta, diminutivul de la opera, adică operă mică. Genul acesta s-a născut în Franța și Austro-Ungaria pe la mijlocul secolului al XIX-lea. Subiectele erau pe gustul burgheziei franceze și austriece fin de siècle, care aveau o predilecție pentru povestiri sentimentale.
Din punct de vedere istoric, opereta este o versiune „populară”, mai puțin „serioasă”, a operei. „Mai puțin serioasă” înseamnă că tema este comică și nu tragică, dar - din punct de vedere muzical - partitura râmâne tot complexă. În general, interpreții de operetă trebuie să urmeze aceleași cursuri ca și cântăreții de operă, întrucât pentru a putea juca într-o operetă, artistul dramatic trebuie să fie în primul rând un interpret de operă. Opereta a fost considerată adesea ca un gen „minor” pentru că, spre deosebire de operă, nu avea o miză politică. 
Opereta oferă o alternativă la spectacolele de operă într-o formă accesibilă, vizând un public mai divers, care uneori chiar se centrează pe oameni marginalizați, cum ar fi populațiile afro-latine din Cuba, deschizând astfel multe porți muzicale pentru artiștii afro-latini. Opereta a devenit o formă recunoscută la mijlocul anilor 1800 în Franța, iar popularitatea sa a dus la dezvoltarea multor stiluri naționale de operetă.
Stiluri distinctive au apărut în diferite țări, inclusiv în Austria, Ungaria, Germania, Anglia, Spania, Filipine, Mexic, Cuba și Statele Unite. Prin transferul de operetă între diferite țări, cosmopolitismul cultural a apărut în secolul anterior. Opereta ca gen și-a pierdut majoritatea publicului în anii 1930, fiind înlocuită de teatrul muzical modern. Printre compozitorii importanți de operetă se numără Johann Strauss, Jacques Offenbach, Franz Lehar și Francisco Alonso.

## Operete renumite
Pentru istoricul operetei în România, vezi articolul Teatrul Național de Operetă „Ion Dacian” București.
Compozitorii și operetele lor frecvent prezentate în lume sunt prezentați în continuare:
Paul Abraham
- Bal la Savoy
- Floarea din Hawaii
- Victoria și-al ei husar

Filaret Barbu
- Plutașul de pe Bistrița

Ralph Benatzky
- La calul bălan

Florin Comișel
- Soarele Londrei

Gherase Dendrino
- Lăsați-mă să cânt
- Lysistrata

Nico Dostal
- Clivia

Jean Gilbert
- Suzana

Ion Hartulary-Darclée
- Amorul mascat

Igo Hofstetter
- Ruleta de inimi

Emmerich Kálmán
- Contesa Marița
- Baiadera
- Prințesa circului
- Silvia

Franz Lehár
- Paganini
- Țara surâsului
- Văduva veselă

Paul Lincke
- Lysistrata

Francis López
- Frumoasa din Cádiz (1945)
- Cântărețul mexican (1956)
- Secretul lui Marco Polo (1957)

Eduard Künneke
- Logodnicul din lună

Karl Millöcker
- Studentul cerșetor

Jacques Offenbach
- Povestirile lui Hoffmann
- Marea Ducesă de Gerolstein
- Viața pariziană
- Frumoasa Elena
- Pericolla

Fred Raymond
- Saison în Salzburg

Elly Roman
- Colomba

Sigmund Romberg
- Prințul student

Florimond Ronger (Hervé)
- Mam’zelle Nitouche

Ludwig Schmidseder
- Femeile din Metropol
- Adio Waltz

Johann Strauss (fiul)
- Liliacul
- O noapte la Veneția
- Sânge vienez
- Voievodul țiganilor

Franz von Suppé
- Boccaccio (operetă) (1879)
- Cavaleria ușoară (1866)
- Dama de pică (operetă) (1864)
- Frumoasa Galathea (operetă) (1865)

Carl Zeller
- Vânzătorul de păsări (1891)